# Приз Патрика Девера
Приз Патрика Девера (фр. Prix Patrick-Dewaere) — французская кинематографическая награда, присуждаемая ежегодно с 2008 года молодым талантливым актерам, которые работают во французской киноиндустрии.
С 1981 по 2006 год приз назывался Приз Жана Габена. В 2008 году из-за разногласий между организаторами церемонии — Марлен и Эженом Муано — и дочерью Жана Габена Флоранс Монкорже-Габен награды жюри, состоящее из журналистов, которые работают в кино, совместно с организаторами приняли решение о переименовании приза, присвоив ему имя актёра Патрика Девера (1947—1982), который ушел из жизни при трагических обстоятельствах.
Приз Патрика Девера вручается одновременно с Премией Роми Шнайдер лучшей молодой актрисе Франции, основанным в 1984 году.

## Лауреаты
| Год  | Лауреат(ы)            |
| ---- | --------------------- |
| 2008 | Жослен Киврен         |
| 2009 | Луи Гаррель           |
| 2010 | Тахар Рахим           |
| 2011 | Жиль Леллуш           |
| 2012 | Джои Старр            |
| 2013 | Рафаэль Персонна      |
| 2014 | Пьер Нине             |
| 2015 | Реда Катеб            |
| 2016 | Венсан Лакост         |
| 2017 | не вручалась          |
| 2018 | Науэль Перес Бискаярт |